# 鲍勃·布朗 (篮球运动员)
罗伯特·爱德华·布朗（英語：Robert Edward Brown，1923年11月12日—2016年7月28日），美国NBA联盟前职业篮球运动员。